# Công ty Hàng không Lockheed Martin
Công ty Hàng không Lockheed Martin (Lockheed Martin Aeronautics Company) là thành phần chính của tập đoàn Lockheed Martin có trụ sở ở Fort Worth, Texas.
Ngoài Texas, công ty còn có cơ sở ở Marietta, Georgia và Palmdale, California. Palmdale là nhà của Các Chương trình Phát triển Tân tiến (Advanced Development Programs hay viết tắt là ADP), được biết không chính thức với tên gọi "Skunk Works" (các công việc tự nhóm quyết định, không chịu chi phối bởi công ty mẹ, thí dụ các chương trình bí mật cho quốc phòng). Các bộ phận chi tiết đa dạng được sản xuất ở tại Florida, Mississippi, Pennsylvania và Tây Virginia.
Công ty đúc kết được kinh nghiệm quý báu của hai cựu tập đoàn Lockheed và Martin Marietta. Khi thành lập vào năm 1995, Lockheed Martin được sáp nhập đồng đều bởi hai tập đoàn cũ. Cho đến bây giờ sự đóng góp lớn lao nhất cho công ty Lockheed Martin Aeronautics là loạt sản phẩm của Lockheed. Nó bao gồm các loại máy bay vận tải C-5, C-130 và C-141 cũng như F-2, F-16 (mua lại từ General Dynamics), F-117, F-22 và F-35 Lightning II.
Kế hoạch quan trọng nhất đến thời điểm này đối với Lockheed Martin Aeronautics là F-35 Lightning II (JSF). Số lượng đơn đặt hàng tiềm năng ban đầu đáng giá là khoảng 3 ngàn với giá trị lên đến 200 tỉ USD, không kể đến các đơn đặt hàng gần như đã chắc chắn được xuất khẩu. Trong khi đó, loại máy bay tiêm kích làm chủ bầu trời như F-22 có số lượng đặt hàng ít hơn, vẫn rất quan trọng đối với Lockheed Martin (và công ty hợp tác là Boeing).

## Sản phẩm
|  |  |  |  |
|  |  |  |  |

- C-130 Hercules
- C-141 StarLifter
- C-27J Spartan
- C-5 Galaxy
- F-117 Nighthawk
- F-16 Fighting Falcon
- Mitsubishi F-2
- F-35 Lightning II
- F-22 Raptor
- P-3 Orion
- S-3 Viking
- ChiT-50 Golden Eagle
- U-2